# Jednostka Velkého Vrbna
Jednostka Velkého Vrbna (płaszczowina Velkého Vrbna) – jednostka geologiczna leżąca w centralnej części Sudetów Wschodnich (Góry Złote, Wysoki Jesionik),  w Czechach.
Od zachodu graniczy ze strefą Starého Města, od wschodu  z jednostką Brannej. Od północy sudecki uskok brzeżny oddziela go od bloku przedsudeckiego.
Jednostka Velkého  Vrbna  składa  się  z  ortognejsów  oraz  metasedymentów  (amfibolitów, łupków łyszczykowych z dystenem i staurolitem, łupków grafitowych i kwarcytów oraz marmurów dolomitycznych i paragnejsów biotytowych). Skały tej jednostki były metamorfizowane w warunkach facji amfibolitowej.
Gnejsy jednostki Velkého Vrbna są datowane na 574 mln lat
Obecność  reliktów  eklogitowych wskazuje natomiast na starszy etap metamorfizmu wysokich ciśnień i niskich temperatur. Protolitem dla suprakrustalnych serii skalnych musiała być zapewne zróżnicowana, wulkaniczno–osadowa sekwencja o nieznanym wieku, tradycyjnie uważana za wczesnopaleozoiczną.